# افسانه ار

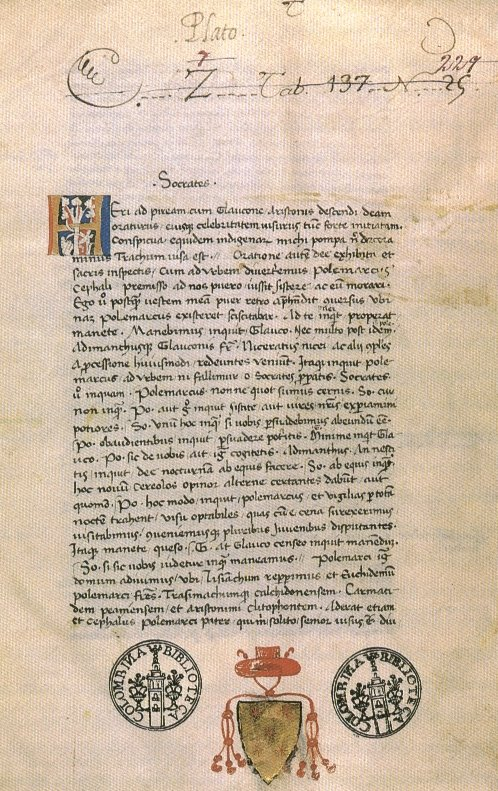
یک رقعه مربوط به عصر رنسانس، ترجمه جمهوریت افلاطون به زبان لاتین

افسانه اِر (به انگلیسی: Myth of Er)، افسانه‌ای اسکاتولوژیکال [=معاد شناسانه] است که در کتاب جمهور افلاطون(بین: صفحه ۶۱۴ از فصل ۱۰ - تا: صفحه:۶۲۱ فصل ۱۰) آمده‌است. این افسانه مشتمل بر شرحی از جهان آفرینش و زندگی پس از مرگ است، که برای قرن‌های بسیار، به میزان زیادی بر اندیشه‌های مذهبی، فلسفی و علمی تأثیر گذاشته است.
داستان از آنجا آغاز می‌شود که مردی به نام ار (به یونانی: Ἤρ، اضافی: Ἠρός)؛ که پسر آرمنیوس (به یونانی: Ἀρμένιος) و از اهالی پامفیلیا بود، در میدان نبرد کشته می‌شود. ده روز بعد از کشته شدن او و هنگامی که بدن تمامی افرادی که در جریان جنگ کشته شده بودند، جمع‌آوری می‌شود، جسد ار همچنان سالم و دفن نشده باقی‌مانده بود. دو روز بعد، هنگامی که مراسم قبل از تشییع جنازه کشته شدگان در جریان است، او ناگهان زنده می‌شود و از سفر خود به دوران زندگی پس از مرگ سخن می‌گوید. از جمله سخنان او، شرحی در باب تناسخ یافتن روحش در جسمی تازه و سیر و سیاحتش در افلاک می‌باشد که به نوعی مؤیّد طرح آسمانی ستارگان (صور فلکی) است. به‌طورکلی داستان به معرفی و تأیید این عقیده می‌پردازد که پس از مرگ، مردمان خوشخوی و نیکوکار، پاداش می‌یابند و مردمان بدخُلق و شرور مجازات خواهند شد.
اما در واقع این قصه از اختراع خالص افلاطون نیست بلکه بعضی قسمت‌های آن را از اساطیر اورفه ای و فیثاغوری اقتباس کرده ولی طبق عادتش آزادانه به سلیقه خود توجیه می‌کند.

## پاداش و عقوبت ارواح
درجایی از این افسانه میخوانیم که ار از آنچه دیده این‌گونه یاد می‌کند، کسانی که موجب مرگ عده شده‌اند، به علت خیانت که نسبت به جامعه‌ها یا لشکرها مرتکب شده یا مردانی را اسیر و غلام کرده یا گناهکار پلید فاسدی را کمک کرده، معادل ده برابر هر جنایتی عقوبت می دیدند.به عکس آنان که به اطرافیان خود خدمت کرده بودند، عادل و مومن بودند، به همان قرار پاداش می یافتند.

## انتخاب نوع زندگانی
همان طور که گفته شد این داستان شرحی در باب تناسخ نیز دارد :
ار می گفت منظره ارواح که حیات خود را انتخاب می‌کردند تماشایی بود زیرا ترحم آور-مضحک و غریب بود-در واقع غالباً بنا بر عادات زندگانی گذشته انتخاب می‌کردند.یک روز دیده بود که اورفه زندگانی قورا انتخاب کرده بود زیرا از آنجا که کینه زیادی به نسلی که حیاتش را گرفته بود داشت نمیخواست از جنس زن به دنیا بیاید .روح بعدی روح اگا ممنون بود که به علت بیزاری از آدمیزاد، به خاطر مشقات گذشته‌اش، مقدرات خویش را با عقابی عوض کرد.
وهمین که تمام ارواح حیات خود را برگزیدند به ترتیبی که مقدرات معین کرده بود مقابل لاخزیس قرار گرفته تا به هر یک ژنی که ترجیح داده بود ارزانی بدارد که حافظشان در دوران حیات باشد.

## نتیجه
نتیجه که افلاطون از این افسانه می‌گیرد ممکن است خلاصه و چکیده تمام تألیفات وی تلقی شود.او این‌گونه می گوید:
و این است گلوکن آن قصه که از فراموشی نجات داده شد و از بین نرفت و ممکن است مایه رستگاری ما نیز بشود.پس اگر قول مرا باور کنید و معترف شوید که روح موبد و قادر است همه متاعب کما این که همه نیکی‌ها را تحمل کند آنگاه است که پیوسته در مدارج صعودی عروج خواهیم کرد و در همه حال عدالت و عقل را بکار خواهیم بست و مادام که در اینجا هستیم و پس از این که پاداش‌های عدالت را به مانند قهرمانانی که در حضور جمع برای اخذ جوائز حاضر می‌شوند دریافت داشتیم.با نفس خویش و خدایان پیوسته ایام موافق و همراه بوده و در این مسافرت هزار ساله، در این سرزمین که شرحش را نقل کردیم مقضی المرام خواهیم بود.